# Elementos do Grupo 9
O grupo 9 (8B), é o grupo conhecido como grupo do cobalto, constituido dos seguintes elementos:
- Cobalto (Co)
- Ródio (Rh)
- Irídio (Ir)
- Meitnério (Mt)